# Los engañados
Los engañados (en árabe: 'المخدوعون'‎; ALA-LC: Al-makhdu'un) es un filme dramático, sirio-egipcio de 1973,  producida por The General Establishment of Cinema, Siria; dirigido por Tewfik Saleh, a partir de la novela de Ghassan; y, protagonizado por Mohamed Kheir-Halouani, Abderrahman Alrahy, Bassan Lotfi, Saleh Kholoki y Thanaa Debsi.
La película es una de las cien películas más importantes de la historia del cine árabe, una de las obras más cercanas a la visión de Ghassan Kanafani, de la causa palestina y su versión árabe de la vida. Los engañados constituyen una acusación severa, incluso una condena política. Este personaje es inherente a todo el trabajo de Tewfik Saleh, director que, con solo seis largometrajes, después de una carrera de casi veinte años, es considerado uno de los mejores cineastas egipcios.
Ha recibido muy positiva crítica; y, ganó múltiples galardones local e internacionalmente. Ingresó al 8º Festival de cine internacional de Moscú.
No hay duda de que Ghassan Kanafani fue uno de los escritores más árabes, especialmente en los no egipcios, que tienen que ver con el cuidado de la cinematografía, de obras literarias de su trabajo, y sucedió en más de un país árabe, ya sea Palestina, Siria, Egipto y El Líbano, Baréin, por ejemplo, Y el cine iraní. No parecería un nuevo registro cinematográfico que sacó de la obra de Ghassan Kanafani enumerado. Se ha escrito mucho acerca de esto, ya sea para ir a hablar Ghassan sí mismo, o detenerse frente a esta película o que, sobre todo como una serie de películas hizo memorable, como en la película «Los engañados» del cineasta egipcio Tawfik Saleh, producido por la Organización General de Cine en Siria, en 1972.

## Guion
El filme cuenta tres historias que se convierten en una: el deseo de ir a Kuwait para escapar de la miseria ... Después de la Nakba (catastrófico éxodo palestino) de 1948, tres palestinos originarios de diferentes regiones se encuentran en un pequeño pueblo cerca de la frontera. Cada uno de ellos recuerda lo que les sucedió. Deciden abandonar clandestinamente, en un camión cisterna a través del desierto. Es tórrido ... Esta historia es una metáfora de la tragedia del pueblo palestino.

## Reparto y personajes
- Mohamed Kheir-Halouani como Abou Keïss;
- Abderrahman Alrahy como Abou Kheizarane;
- Bassan Lofti Abou-Ghazala como Assaad;
- Saleh Kholoki como Marouane;
- Thanaa Debsi como Om Keïss.